# Gare d'Amaji
La gare d'Amaji (甘地駅, Amaji-eki) est une gare ferroviaire localisée dans la ville de Ichikawa, dans la préfecture de Hyōgo au Japon. La gare est exploitée par la compagnie JR West, sur la ligne Bantan.

## Service des voyageurs

### Desserte
La gare d'Amaji est une gare disposant de deux quais et de deux voies.

| N° de voie | Ligne    | Direction        |
| ---------- | -------- | ---------------- |
| 1          | ▆ Bantan | Fukusaki/Himeji  |
| 2          | ▆ Bantan | Teramae/Wadayama |

| JR West          |              |              |              |                    |
| Direction Himeji | Ligne Bantan | Ligne Bantan | Ligne Bantan | Direction Wadayama |
| Fukusaki         |              | Local 普通   |              | Tsurui             |